# Lissophanes
Lissophanes là một chi bướm đêm thuộc họ Crambidae.